# Nobru
 (juillet 2025).
Bruno Goes dos Santos (né le 20 janvier 2001 à São Paulo), plus connu sous le nom de Nobru, est un streamer, influenceur, joueur professionnel de Free Fire et homme d'affaires brésilien.

## Biographie
Bruno est né le 20 janvier 2001 dans la ville de São Paulo, au Brésil.
Il a toujours rêvé de devenir footballeur, mais a fini par s'investir dans le domaine des jeux vidéos. Sa passion pour le e-Sport a commencé lorsqu'il a joué à Free Fire sur le téléphone portable de son père. Ce dernier, au chômage et ayant besoin d'un appareil pour livrer des CV, n'a pas accepté la décision de son fils, qui ne s'est toutefois pas arrêté, et, à 18 ans, il a pris le jeu au sérieux. En 2019, Nobru a été embauché par l'équipe des Corinthiens, qui a fait ses débuts cette année-là dans la ligue professionnelle Free Fire. Cette même année, l'équipe est devenue championne du monde, et Nobru ayant été le MVP (Most Valuable Player), il a également été élu meilleur athlète Free Fire de 2019.

### Kings League
Nobru est aussi connu du grand public pour être l'un des présidents de la Kings League 2025, qui s'est déroulée à Paris, portant les couleurs de l'équipe brésilienne Fluxo FC, avec son partenaire Cerol. Son équipe arrivera finalement jusqu'en demi-finale où ils perdront contre l'équipe espagnole de Los Troncos, présidée par Perxitaa, sur le score de 6-5.

#### Twitch
Actif sur les réseaux sociaux, il cumule près de 3.8 millions d'abonnés sur la plateforme Twitch, en 2025. Il partage ses streams sur des jeux vidéos ou des replay de la Kings League Brésil par exemple.

## Prix et distinctions
| Année | Récompense              | Distinction                               | Résultat  | Réf.   |
| ----- | ----------------------- | ----------------------------------------- | --------- | ------ |
| 2019  | Prix eSports Brésil     | Meilleur athlète                          | Vainqueur | [ 11 ] |
| 2019  | Prix eSports Brésil     | Meilleur athlète Free Fire                | Vainqueur | [ 11 ] |
| 2020  | Prix eSports            | Meilleur joueur eSports Mobile de l'Année | Nommé     | [ 12 ] |
| 2020  | Prix du jeune brésilien | Joueur de l'Année                         | Vainqueur | [ 13 ] |